# Herodote.net
Pour les articles homonymes, voir Hérodote (homonymie).
Herodote.net (du nom de l'historien grec Hérodote) est un média de presse en ligne consacré à l'Histoire universelle créé en 1998, par l'ingénieur, historien et journaliste André Larané.

## Histoire
Entre 1973 et 1976, André Larané suit une maîtrise d'histoire à l'université de Toulouse, parallèlement à des études d'ingénieur à l'École centrale de Lyon.
En septembre 1998, alors journaliste, il souhaitait publier un livre d'histoire sous forme d'éphéméride, mais ce projet n'aboutit pas ; il reprit alors ces récits et les envoya quotidiennement par courrier électronique à ses connaissances, avant de les rassembler trois mois plus tard sur un site personnel qui devint herodote.net,.
La SAS Herodote.net qui exploite aujourd'hui le site a été créée en 2004 dans le 14e arrondissement de Paris. En 2020, elle compte trois salariés et une dizaine de collaborateurs extérieurs réguliers. Ses revenus proviennent exclusivement de ses abonnés, les Amis d'Herodote.net.

## Contenu
De nombreux historiens participent à la rédaction du contenu, mais l'Internet participatif n'est pas envisagé, André Larané souhaitant conserver au contenu rédactionnel son unité de ton et sa cohérence.

## Audiences
En 2018, le site reçoit 600 000 à 700 000 visiteurs uniques chaque mois.